# Calle del Lozoya
La calle del Lozoya es una vía pública de la ciudad española de Madrid, situada en el barrio de Arapiles, distrito de Chamberí.

## Descripción
La vía, muy breve, nace de la calle de Bravo Murillo. Con el título recuerda el río Lozoya, que se canalizó a mediados del siglo XIX para surtir de agua a la ciudad. Aparece descrita en Las calles de Madrid (1889) de Hilario Peñasco de la Puente y Carlos Cambronero con las siguientes palabras:

Lozoya. Comienza en la calle de Esquilache y termina en el campo. Es de apertura moderna. Lozoya es el nombre del río que surte de agua á Madrid. Inaugurándose las obras de canalización el año 1851, y el 24 de Junio de 1858, á las ocho y media de la noche, aparecieron por primera vez las aguas en la fuente provisional levantada al final de la calle de San Bernardo. Desde entonces ha cambiado por completo la vida en Madrid, y merced á esta reforma, la capital de España puede ponerse en condiciones de competir con las del extranjero. La idea de traer agua á Madrid, es muy antigua: en tiempos de don Juan II se pensó aumentar el Manzanares con el Jarama, y en los reinados de Felipe II, Felipe III, Carlos II y Carlos III se hicieron algunos estudios sobre el asunto. En el presente siglo D. Jorge Siere, D. Mariano Vallejo y D. Francisco Javier Barra propusieron también los medios de realizar la obra, hasta que el ingeniero don Lucio del Valle fué encargado por el Gobierno de llevarla á feliz término.
(Peñasco de la Puente y Cambronero, 1889, pp. 303-304)